# Schloss Losse

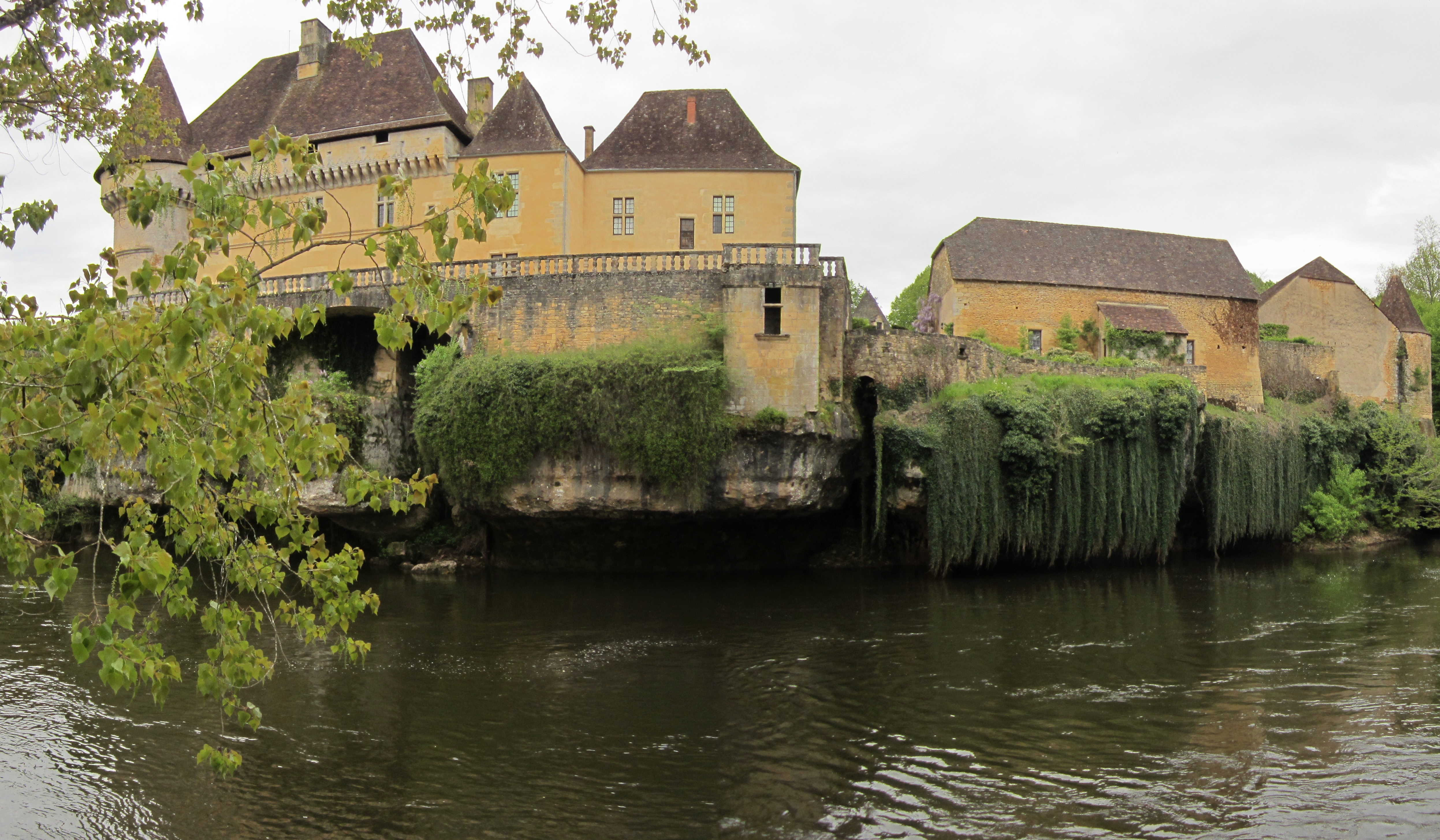
Schloss Losse über der Vézère

Das Schloss Losse ist ein Bauwerk aus dem 16./17. Jahrhundert in der Nähe der Ortschaft Thonac im französischen Périgord. Schloss und Gärten wurden im Jahr 2007, mit Ausnahme des Bodens und einzelner Gebäude, als Monuments historiques anerkannt, was vorherige Anerkennungen ersetzte, die es seit dem Jahr 1928 mehrfach für Teile des Schlosses gegeben hatte.

## Lage
Das Schloss steht ca. 1,5 km nordöstlich von Thonac auf einem Felsvorsprung über dem linken Ufer der Vézère auf den Grundmauern einer mittelalterlichen Festung.

## Geschichte
Die Familie von Losse kam im 11. Jahrhundert aus Flandern und errichtete am Fluss eine Zitadelle. Von dieser Zeit an gehörten die Familienmitglieder zur Feudalhierarchie und schworen später dem König von Frankreich ewige Treue.
Jean II., der Marquis de Losse, war Soldat und seine unbedingte Loyalität zur Krone stärkte sowohl seine militärische als auch seine gesellschaftliche Position. Zuerst war er Page von Franz I., diente später allen Söhnen von Katharina von Medici und wurde schließlich Privatlehrer Heinrichs IV.

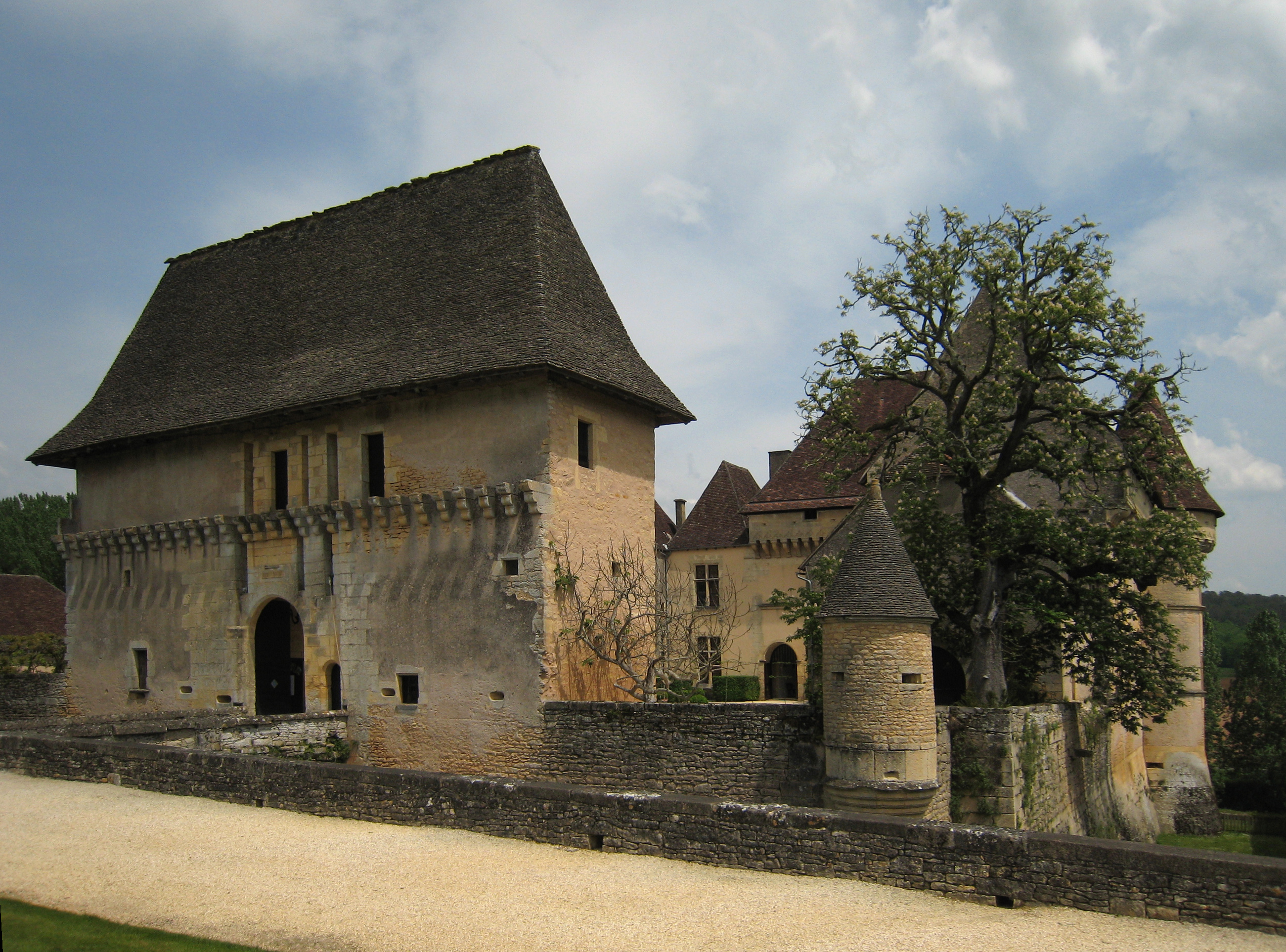
Zugangsseite des Schlosses mit Torhaus

Als überzeugter Katholik war Jean II. ein entschiedener Gegner des Hugenottengenerals Geoffroy de Vivans, und er musste sich in der Zeit der Religionskriege oft vor seinen Feinden verschanzen. Aus diesem Grund trägt das Renaissance-Schlösschen mit seinem Schutzgraben, seinen Mauern, Zinnen und Pechnasen sowie dem Wehrgang unterhalb des Dachansatzes ausgesprochen wehrhafte Züge.
Am Ende seiner Karriere kehrte Jean II. de Losse als Gouverneur von Limousin und Guyenne in das Périgord zurück und begann, Schloss Losse im Geschmack der Zeit umzugestalten, bewahrte dabei aber dessen Nüchternheit als Landsitz. Ursprung des heutigen großen Renaissance-Wohntraktes war ein von ihm innerhalb der Festung errichteter Saalbau. Hinzu kam die Verbesserung der Verteidigungsanlagen des Schlosses in Hinblick auf den Gebrauch von Musketen und Kanonen. Das lässt sich an den verschiedenen Öffnungen in der Umfassungsmauer und der Barbakane nachvollziehen.

## Architektur

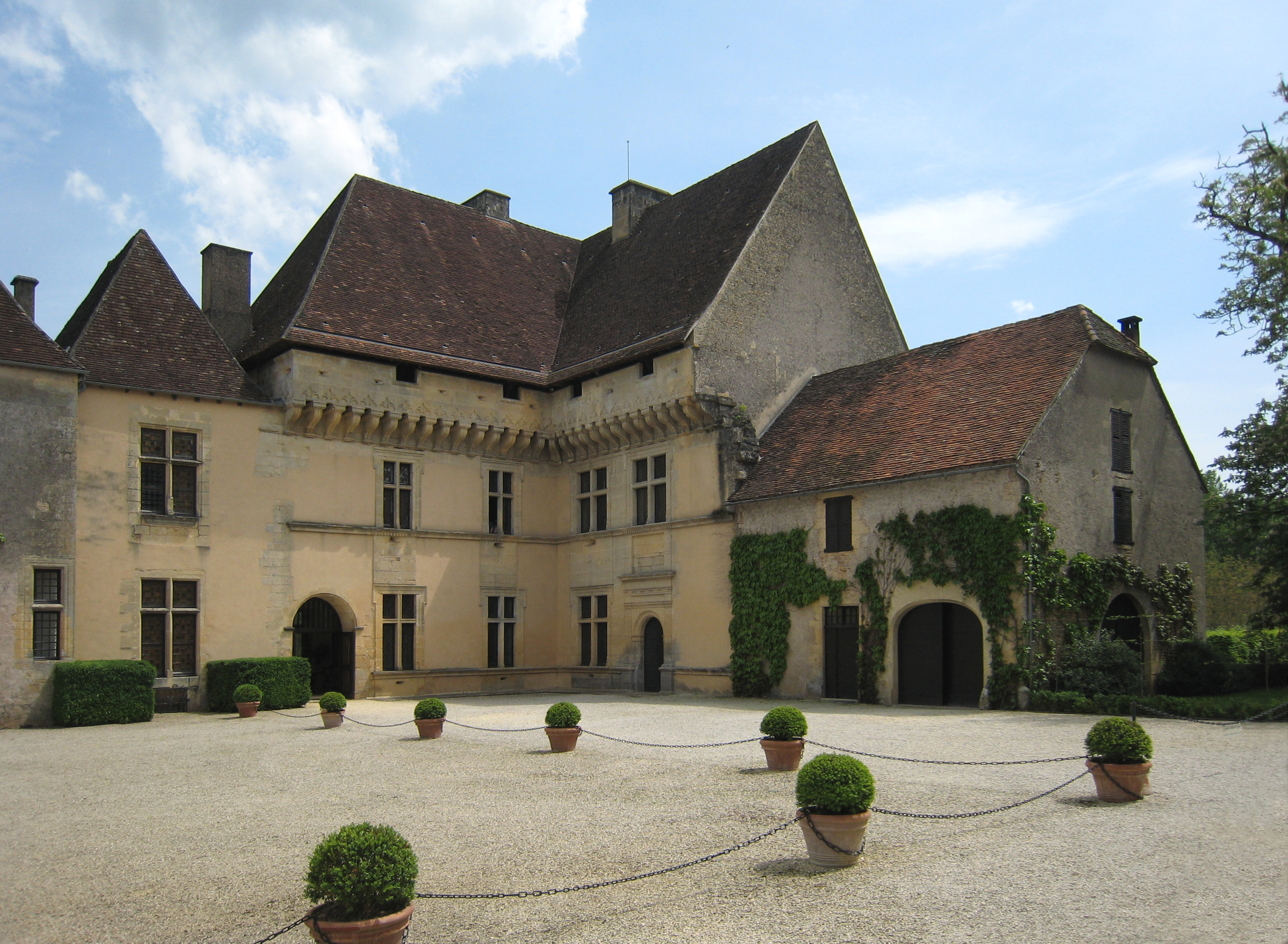
Wohntrakt

Dem von einem runden Eckturm flankierten Wohntrakt (corps de logis) wurde auf der dem Fluss zugewandten Seite eine mit einer Balustrade umsäumte Terrasse vorgebaut. Den Hof des Schlosses erreicht der Besucher über eine Brücke, welche die ursprüngliche Zugbrücke ersetzt hat. Das massive Torhaus ist das größte seiner Art in Frankreich.
Der große Renaissancewohntrakt, dessen Gewölbesaal laut einer Inschrift 1576 fertiggestellt wurde, ist mit Mobiliar aus dem 16. und 17. Jahrhundert eingerichtet. Es vermittelt die Atmosphäre der Wohnkultur zur Zeit der letzten Valois und der ersten Bourbonen. Zu sehen sind flämische und florentinische Wandteppiche sowie im getäfelten Grünen Salon ein Wachsporträt Heinrichs IV.

## Gärten

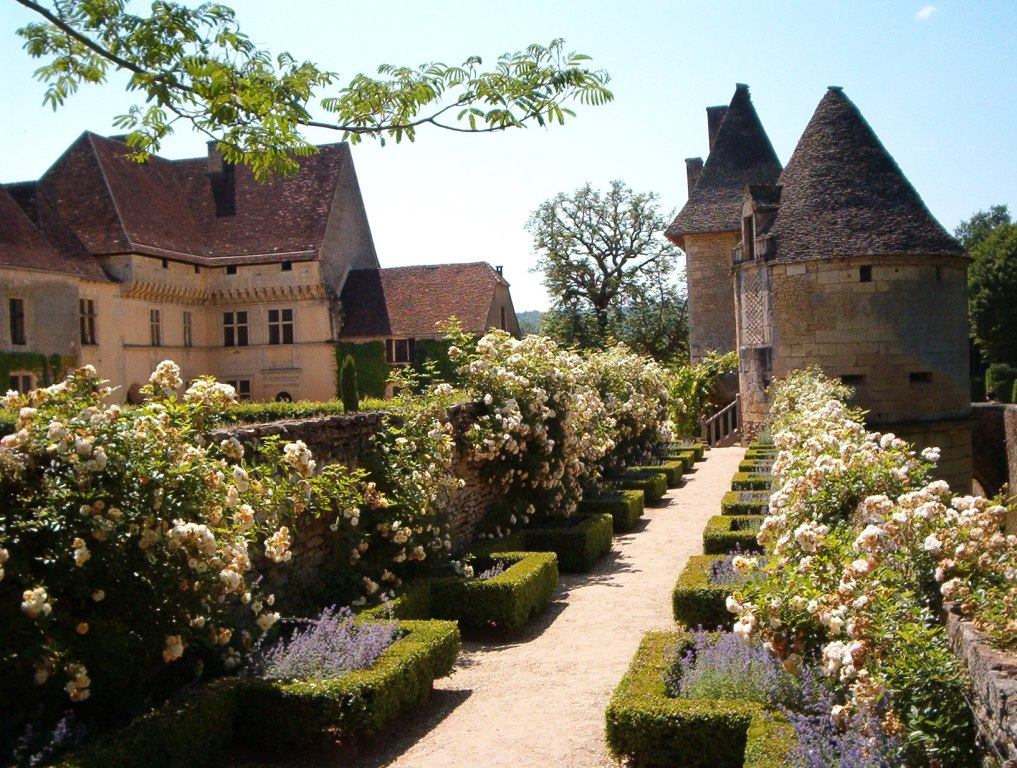
Gärten des Schlosses

Im unteren Garten werden zwei symmetrische, von Rosmarin gesäumte Beete durch einen von einem Brunnen gespeisten Kanal getrennt. Sitzgelegenheiten gibt es nahe einem kleinen Knotengarten.
An einem Wirtschaftsgebäude führt der Weg in die terrassierten Gärten vorbei, die mit ihren Buchen- und Buchsbaumhecken, Spiersträuchern sowie ihrem Lavendel im Stil des 17. Jahrhunderts gehalten sind. Beim Spaziergang durch das Labyrinth öffnen sich immer wieder „Fenster“ und geben den Blick auf das Schloss und die Blumenbeete frei. Ein Balkon aus dem 16. Jahrhundert bietet einen Blick auf den Fluss.

## Sonstiges
Jean II. de Losse war ein Zeitgenosse Montaignes und hinterließ im Schloss – in Stein gemeißelt – etliche, seine Lebenserfahrung widerspiegelnde Aphorismen. Über dem Portal heißt es zum Beispiel: L’homme fait ce que peut, la fortune ce que veut. (deutsch: „Der Mensch tut was er kann, das Schicksal was es will“).